# ۷ دقیقه (فیلم ۲۰۱۴)
۷ دقیقه (به انگلیسی: 7 Minutes) یک فیلم سینمایی داستان جنایی و درام آمریکایی به نویسندگی و کارگردانی جی مارتین محصول سال ۲۰۱۴ با بازی لوک میچل، جیسون ریتر، لون رامبین، زین هولتز، کوین گیج، برندون هاردستی، جوئل مورای و کریس کریستوفرسون است. این فیلم داستان سه دوست دبیرستانی را دنبال می‌کند، که مجبور به سرقت گستاخانه‌ای می‌شوند که به سرعت به طرز وحشتناکی به دردسر می‌افتند. فیلم اولین نمایش جهانی خود را در ۲۶ اکتبر ۲۰۱۴ در جشنواره فیلم آستین داشت. این فیلم در تاریخ ۲۶ ژوئن ۲۰۱۵ با اکران محدود و از طریق ویدئو هنگام درخواست منتشر شد.

## تولید
فیلمبرداری در اورت، واشینگتن در تاریخ مه سال ۲۰۱۳ در ایالات متحده آمریکا انجام شد.